# Petersburski Okręg Wojskowy
Petersburski Okręg Wojskowy (ros. Санкт-Петербургский военный округ) – od sierpnia 1864 do sierpnia 1914 jeden z okręgów wojskowych Imperium Rosyjskiego .
Garnizony okręgu stacjonowały w twierdzach:
- Twierdza Wyborg;
- Twierdza Kronsztadt;
- Twierdza Pietropawłowska;
- Twierdza Szwedzka[1] .

## Skład 18 lipca 1914
- korpus gwardyjski
  - 1 Gwardyjska Dywizja Piechoty (Petersburg)
  - 2 Gwardyjska Dywizja Piechoty (Petersburg)
  - gwardyjska brygada strzelecka (Petersburg)
  - 1 Gwardyjska Dywizja Kawalerii (Petersburg)
  - 2 Gwardyjska Dywizja Kawalerii (Petersburg)
- 1 Korpus Armijny
  - 22 Dywizja Piechoty (Nowogród)
  - 24 Dywizja Piechoty (Psków)
- 18 Korpus Armijny
  - 23 Dywizja Piechoty (Rewel)
  - 37 Dywizja Piechoty (Petersburg)
  - 50 Dywizja Piechoty (Petersburg)
- 22 Korpus Armijny
  - 1 Finlandzka Brygada Strzelecka (Gelsingfors)
  - 2 Finlandzka Brygada Strzelecka (Wyborg)
  - 3 Finlandzka Brygada Strzelecka (Tawastgus)
  - 4 Finlandzka Brygada Strzelecka (Uleaborg)[1]